# Burgstall Alte Burg (Deining)
Der Burgstall Alte Burg ist eine abgegangene Höhenburg nahe der oberpfälzischen Gemeinde Deining im Landkreis Neumarkt in der Oberpfalz. Er liegt ca. 500–700 m südwestlich der Ortskirche St. Willibald von Deining in der Flur Alte Burg und ist als solcher im BayernAtlas eingetragen. Die Anlage wird als Bodendenkmal unter der Aktennummer D-3-6735-0001 im Bayernatlas als „mittelalterlicher Burgstall, Wallanlage vor- und frühgeschichtlicher Zeitstellung“ geführt. 

## Beschreibung
Der Burgstall liegt auf einer Bergzunge zwischen dem nordsüdlich gerichteten Tal der Weißen Laber und einem von Leutenbach herziehenden Trockental. Diese Bergzunge wird auf 170 m Länge durch einen Wall mit einem vorgelagerten Graben südlich und westlich vom Hinterland abgetrennt. Der Wall biegt an beiden Seiten ein und folgt dem Nord- bzw. Südrand der Hochfläche, im Norden ist er bis kurz vor Ende der Bergspitze der Hangkante entlang erhalten. Eine Mauer im Querwall ist, wie an einer entsprechenden Einsenkung erkennbar, ausgebrochen worden. Der Hauptwall besitzt mittig eine Erweiterung, die vermutlich von den Trümmern eines Turms stammt. Die Höhe von der Grabensohle bis zum Wallkamm  beträgt drei Meter; vier Meter unter dem Randwall verläuft nochmals ein Wall oder Graben, der als leichte Stufe im Gelände bemerkbar ist. Im Osten des Burgplatzes weisen Wälle und Mulden auf ehemals bestehende Gebäude hin.

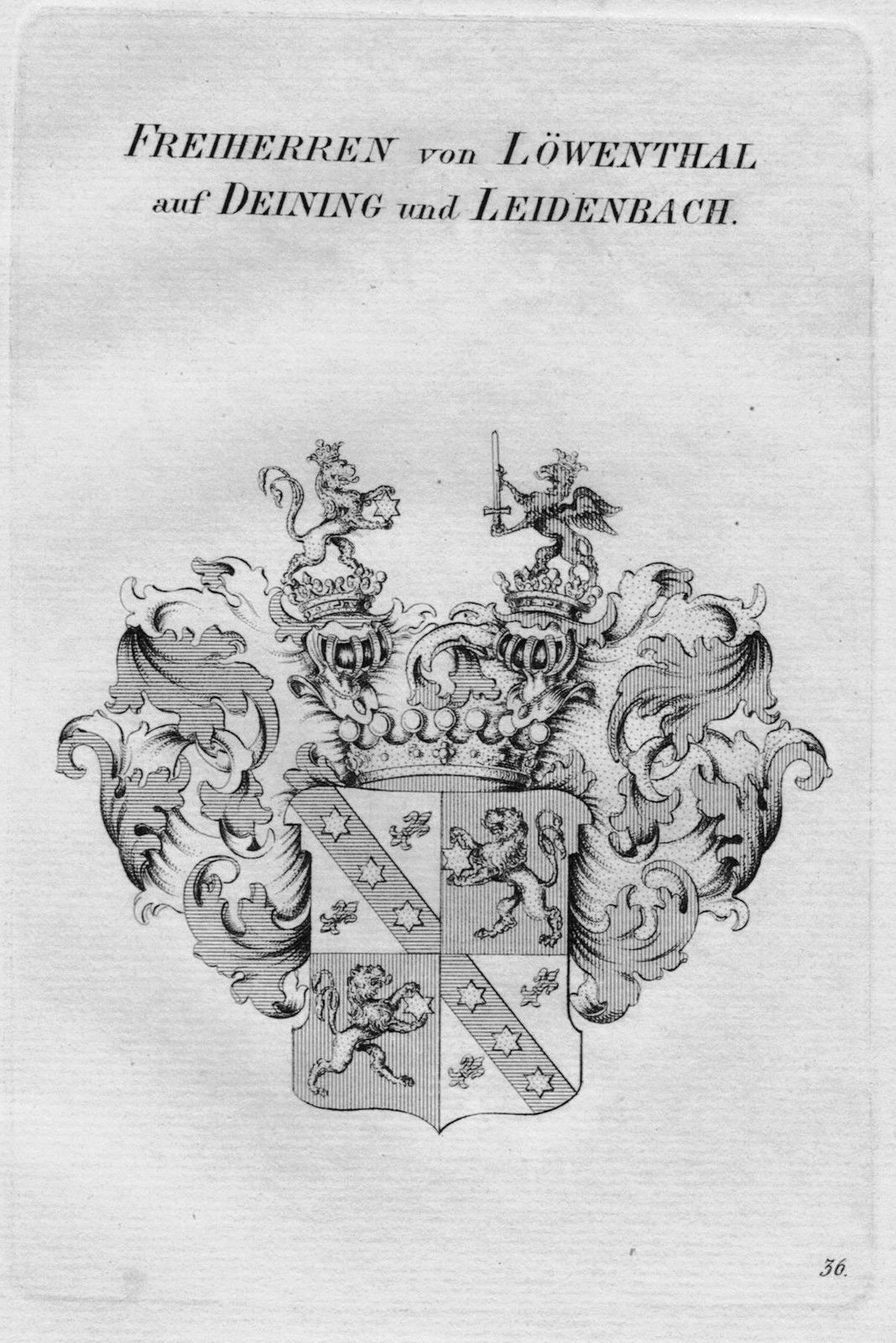
Wappen der Freiherren von Löwenthal auf Deining

## Geschichte
Die Erbauer dieser Burg sollen die Groß von Altenburg gewesen sein. 1398 wird der Ritter von Altenburg Stephan Groß als Zeuge in einem Verkaufsbrief von Thonhausen an den Schwaiger von Gundelfingen als Zeuge erwähnt. Heinrich Groß zu Altenburg war 1497 Landrichter und Pfleger zu Dietfurt und hatte auch Besitzungen in dieser Gegend. Nach der Beschreibung des Schultheißenamtes Neumarkt durch Freiherrn Löwenthal soll von den Groß auch der Großhof an der Straße nach Neumarkt herstammen. Deining und eventuell auch die Burg sollen 1504 im Zuge des Landshuter Erbfolgekrieges zerstört worden sein. Diese Zuschreibung an die Groß von Altenburg ist aber wegen Häufigkeit des Namens Altenburg umstritten, es sollen vielmehr die 1131 erwähnten Herger von Tugingen hier ansässig gewesen sein.